# Eine auswärtige Affäre
Eine auswärtige Affäre ist eine US-amerikanische Liebeskomödie von Billy Wilder aus dem Jahr 1948.

## Handlung
Die republikanische Kongressabgeordnete Phoebe Frost landet mit einer Delegation im kriegszerstörten Berlin, um die Moral der dort stationierten amerikanischen Truppen zu überprüfen. Bei ihrer Ankunft am Flughafen Tempelhof lernt sie Captain John Pringle kennen, der wie sie aus dem verschlafenen Iowa kommt und dem sie von einer Verehrerin aus ihrer gemeinsamen Heimat eine Schokoladentorte überreicht.
Die sittenstrenge Abgeordnete ist entsetzt über die moralischen Entgleisungen, die sie an allen Ecken Berlins beobachten kann. Um die genaueren Umstände zu erfahren, trennt sie sich von ihrer Gruppe und gibt sich bei zwei GIs als deutsche Frau aus. Die führen sie prompt in den Nachtklub „Lorelei“, in dem die Sängerin Erika von Schlütow auftritt. Sie soll einen heimlichen amerikanischen Verehrer haben, der seine schützende Hand über sie hält, obwohl sie während des Dritten Reichs eine enge Beziehung zur Naziführung unterhalten hat.
Phoebe Frost wendet sich an Captain Pringle, der ihr bei der Identifizierung dieses pflichtvergessenen Offiziers behilflich sein soll. Sie ahnt nicht, dass ausgerechnet Pringle selbst jener heimliche Verehrer ist. Er hat sogar die Schokoladentorte, die Phoebe mitgebracht hat, auf dem Schwarzmarkt gegen eine bequeme Matratze für Erika eingetauscht. Um nicht aufzufliegen, beginnt Pringle damit, Phoebe den Hof zu machen, um sie von ihren Nachforschungen abzulenken. Prompt verliebt sich die unerfahrene Abgeordnete in den schneidigen Captain. Sein Vorgesetzter, Colonel Rufus J. Plummer, weiß jedoch von der Affäre mit der Nazi-Künstlerin. Er will, dass sie fortgeführt wird, weil er hofft, über Erika an den untergetauchten Nazi Hans Otto Birgel heranzukommen, dessen Geliebte Erika von Schlütow einst war.
Phoebes strenge Moralvorstellungen kommen derweil ins Wanken, was schließlich sogar dazu führt, dass sie in dem Nachtlokal bei einer Razzia verhaftet wird, betrunken und noch dazu in einem aufreizenden Kleid vom Schwarzmarkt. Doch mit Hilfe der Nachtklubsängerin Erika kann sie sich aus dieser peinlichen Situation retten. Als Phoebe von ihr erfährt, dass Pringle sie nur benutzt hat, will sie tief enttäuscht abreisen. Als aber der eifersüchtige Hans Otto Birgel seinen Liebesrivalen Captain Pringle umbringen will und dabei selbst von amerikanischen Soldaten getötet wird, erfährt Phoebe die ganze Wahrheit und eilt zu ihrem Captain zurück. Sie fallen sich in die Arme, aus einem Spiel ist echte Liebe geworden.
Erika von Schlütow wird von zwei amerikanischen Soldaten abgeführt. Der Colonel schickt noch zwei Männer hinterher, um auf die anderen aufzupassen, und dann noch einen, um die Aufpasser zu überwachen.

## Hintergrund
In seiner Zeit beim amerikanischen Militär war Billy Wilder 1945 als Offizier in Berlin stationiert und für Film und Propaganda zuständig. In einem Memorandum für die Militärbehörde entwickelte er unter anderem die Idee für einen propagandistischen Spielfilm. Die Idee dazu kam ihm aufgrund des Erfolges von Mrs. Miniver, der in England während des Krieges die Kampfbereitschaft mehr gestärkt hätte als jeder Dokumentarfilm oder jede Wochenschau. Außerdem hatte er bei Kinovorführungen erlebt, wie wenig Wirkung erzieherische Filme mit erhobenem Zeigefinger haben. Er stellte einen Handlungsrahmen vor, in dem ein GI, der am Schwarzmarkt in Berlin Handel treibt, mit einem deutschen Mädchen anbandelt.
Die Originalaufnahmen des zerstörten Berlin hatte Wilder 1945 selbst mit seinem Team in der zerstörten Stadt aufgenommen und verwendete sie für diesen Film. Ein sehr persönliches Erlebnis, das Wilder in Hellmuth Karaseks Billy Wilder. Eine Nahaufnahme schildert, sollte mit eingeflochten werden:

„Wilder war mit einem deutschen Mädchen ins Gespräch gekommen. Sie freue sich, dass nun die Amerikaner in Berlin wären. Sicher werde jetzt auch bald wieder die Gasversorgung klappen. Wilder äußerte Verständnis. Er könne verstehen, dass es schön sein wird, wieder eine warme Mahlzeit zu bekommen. Es sei nicht wegen des Kochens, antwortete das Mädchen. Sobald es Gas gäbe, würden sie und ihre Mutter es aufdrehen, ohne die Flamme zu entzünden und es ganz tief einatmen. In Wilders Film sollte dieser Dialog eingebaut werden. Am Ende des Filmes sollte das Mädchen dann das Gas aufdrehen… um Kartoffeln zu kochen.“

Obwohl die Militärbehörden zunächst sehr angetan waren von Wilders Memorandum, wurde am Ende nichts aus dem Projekt. Die Idee verwendete Wilder später für Eine auswärtige Affäre. Auch die Szene mit dem Gas kommt in abgewandelter Form vor. Colonel Plummer erzählt den Abgeordneten, wie nach dem Wiederherstellen der Gasversorgung die Selbstmordrate in Berlin sprunghaft angestiegen sei. Jetzt aber würden die Berliner lieber Kartoffeln kochen.
In diesem Film singt Marlene Dietrich die Titel Black Market, Illusions und The Ruins Of Berlin, am Klavier begleitet von dem Komponisten Friedrich Hollaender.
Uraufführung war am 30. Juni 1948 im Paramount Theatre, New York. Eine auswärtige Affäre kam in der Nachkriegszeit nicht in die deutschen Kinos und wurde erstmals am 6. Mai 1977 in der ARD ausgestrahlt. 1991 wurde der Film im Kino gezeigt, eine deutsche Synchronfassung wurde nie erstellt.

## Kritiken
„Die Dreiecksgeschichte zwischen einer deutschen Nachtclubsängerin, einem US-Besatzungsoffizier und einer spröden amerikanischen Kongreßabgeordneten im Berlin der ersten Nachkriegsjahre, inszeniert als frivol-ironisches Wechselspiel zwischen Moral und Unmoral, das Billy Wilder mit seinem ‚Komödien-Touch‘ wirkungsvoll überzogen hat. Amüsante Unterhaltung mit einem leicht zynischen Grundton.“

„Der ätzende Zynismus, mit dem Billy Wilder deutsches Nachkriegselend ebenso darstellte wie Korruption und selbstgerechte Übergriffe amerikanischer Besatzungssoldaten gegenüber Zivilisten, erregte lange Zeit die Gemüter. Fazit: Böse Farce mit einer hypnotisierenden Marlene“

„Komödien-Meister Billy Wilder hat sich hier mit viel Humor und auch ironischer Bosheit die doppelbödige Moral der Amerikaner vorgenommen. Dabei zielt er mit voller Wucht auf den verklemmten Puritanismus. So wundert es kaum, dass dieser Film bei einigen US-Kritikern überhaupt nicht ankam.“

## Auszeichnungen
Der Film war 1949 in den Kategorien Beste Kamera und Bestes adaptiertes Drehbuch für den Oscar nominiert. Hinzu kam eine Nominierung für den WGA Award der Writers Guild of America.